# Pyjama

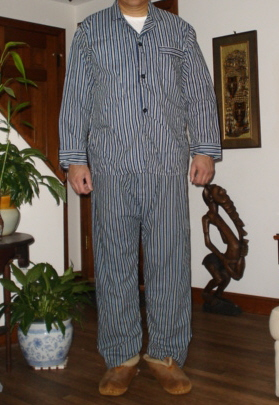
Pyjama mit Knöpfen

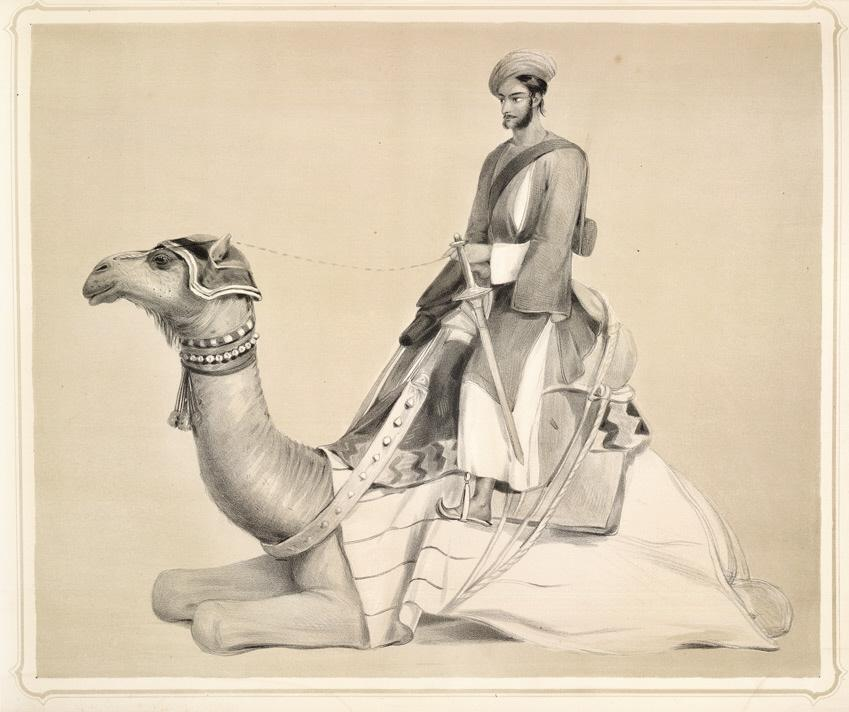
Ein Kurier im traditionellen indischen Paijama, Indien 1844

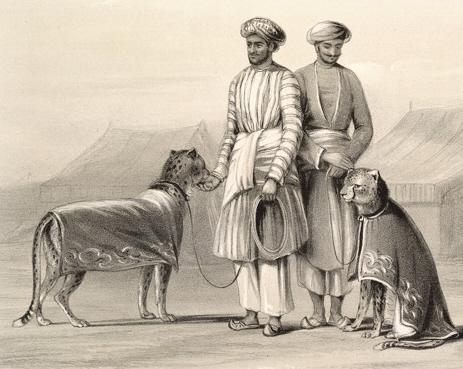
Männer in weißen Paijamas auf der Jagd mit Geparden, Indien 1844

Ein Pyjama oder Schlafanzug ist ein leichtes, in der Regel zweiteiliges Gewand, das zum Schlafen getragen wird. Modebedingt wurde und wird der Pyjama auch als Lifestyle-Kleidungsstück in der Öffentlichkeit getragen.

## Etymologie
Das Wort Pyjama stammt aus dem Persischen (persisch پايجامه pāīdschāma, auch persisch پیش جامه pīsch dschāma, wortwörtlich „Beinkleidung“) und bezeichnet ursprünglich eine leichte Hose, die am Bund von einer Schnur oder einem Kummerbund zusammengehalten wird und im süd- und westasiatischen Raum, besonders im persischsprachigen Raum getragen wird. Über das Hindustani (Hindi पजामा pajāmā) gelangte das Wort im 19. Jahrhundert ins Englische (hier stets als Pluraletantum: pyjamas, auch pajamas) und wurde von dort Anfang des 20. Jahrhunderts, nun in der Bedeutung „Schlafanzug“, ins Deutsche entlehnt. In Deutschland und Österreich wird es im Allgemeinen als Maskulinum gebraucht (der Pyjama) und [ˌpyˈʤaːma] gesprochen, in der Schweiz erscheint es hingegen zumeist als Neutrum (das Pyjama) und in der Lautung [ˌpiˈʤaːma].

## Geschichte
Die britischen Kolonialherren lernten diese Art der Beinbekleidung in Indien kennen. In der Mitte des 17. Jahrhunderts gelangte der Pyjama – sowohl das Wort als auch die Kleidung – durch sie nach Europa, wo er für eine kurze Zeit als Freizeitanzug in Mode kam. Danach geriet das neue Kleidungsstück in Europa allerdings wieder in Vergessenheit. Erst nach 1870, mit dem verstärkten Handel Britisch-Indiens mit dem Mutterland, kam der Pyjama erneut nach Europa. Zu den leichten Hosen wurde nun ein hemdartiges Oberteil getragen, das zugeknöpft werden konnte. Bis zum Ende des Ersten Weltkriegs hatte der Pyjama das Nachthemd weitgehend verdrängt, zumindest als Nachtgewand für Männer. Als Material eigneten sich die sehr bequemen Stoffe Baumwolle und Seide, beide wurden durch den Kolonialhandel in Europa in großem Umfang verfügbar.

## Mode und Design
Heutige Pyjamas bestehen aus einer beinlangen, weit geschnittenen Hose und aus einem langärmligen Oberteil. Dieses ist oft wie ein T-Shirt geschnitten und besitzt keine Knöpfe mehr. Die Hose wird durch ein Gummiband um die Hüfte gehalten. Es gibt auch Varianten mit kurzen Ärmeln oder Beinen, diese werden oft als Shorty bezeichnet.
Die Pyjama-Mode hat einige Varianten hinsichtlich Farbgebung, Muster und Stoffen hervorgebracht. In den Katalogen deutscher Versandhäuser waren bis in die 1970er Jahre für Herren gewebte Schlafanzüge mit geknöpftem Oberteil, Kragen und Paspeln an den Abschlüssen der Ärmel und Beine gängig. Je nach Geschmack wurden das klassische Streifen-Design, das Paisleymuster oder einfarbige Ausführungen bevorzugt. Auch Kombinationen von gestreiftem Oberteil und einfarbiger Hose sind erhältlich.
Die Materialien sind vielfältig: Baumwolle, Merinowolle, Flanell, Jersey, Frottee, Seide oder Satin und zahlreiche Mischgewebe (Baumwolle mit Viskose oder mit Polyester und Weiteres mehr) sind etablierte Textilgewebe. Auch Finette, ein Stoff in Köperbindung aus Baumwolle oder Viskose mit einer aufgerauten Seite mit feinem Flor, findet Verwendung.

## Tragegewohnheiten im Wandel der Zeiten

### Der Pyjama bis zum Beginn des Ersten Weltkriegs
Die traditionelle Nachtbekleidung der Herren war bis ins späte 19. Jahrhundert das Nachthemd, das aber zunehmend als „unmännlich“ galt und am Männerkörper altmodisch wirkte, und mehr und mehr als „lächerlich“ bis „unwürdig“ eingestuft wurde. Zug um Zug setzte sich der Pyjama daraufhin als die übliche Schlafbekleidung für Männer durch. Seit dem frühen 20. Jahrhundert tauchte er vereinzelt auch in der Damenmode auf, zunächst als Schlafbekleidung für die Eisenbahn- oder Schiffsreise, da er warm hielt und gleichzeitig Nacht- und Morgenkleidung war, was das Reisegepäck um ein Kleidungsstück reduzierte. Kurz vor dem Ersten Weltkrieg war der Pyjama als „modernes“ und „praktisches“ Kleidungsstück in der Damenmode zwar einigermaßen bekannt, aber noch nicht selbstverständlich – als Indiz dafür kann gelten, dass sein Gebrauch innerhalb der Modeberichterstattung noch der Erläuterung bedurfte. Propagiert wurde er als Schlafbekleidung und „intime“ Morgenbekleidung für die Zeit unmittelbar nach dem Aufstehen, für die häusliche Morgengymnastik und als Schlaf- und Morgenbekleidung auf Reisen. Akzeptiert war, jemanden aus dem engen Freundeskreis im Pyjama zu empfangen; dem Dienstpersonal hingegen sollte man so nicht gegenübertreten. Der Pyjama wurde bis zum Ersten Weltkrieg zunehmend als modern anmutendes und praktisches Element in der Damenmode gehobener Kreise akzeptiert.

### Der Pyjama der 1920er Jahre
In der Zeit bis zum Ersten Weltkrieg – der Pyjama war noch nicht lange zuvor erst zur etablierten Nachtwäsche für Männer geworden – galt es für eine Frau als abenteuerlich, überhaupt Hosen zu tragen, schon gar in der Öffentlichkeit. Vor diesem Hintergrund provozierte die französische Modeschöpferin Coco Chanel im feinen Seebad Juan-les-Pins („Pyjamopolis“) an der französischen Riviera durch ihr öffentliches Auftreten. Bewusst den Bruch mit traditioneller Badebekleidung suchend, gefiel sie sich darin, dass sie weite Hosen im Pyjama-Stil trug – komplett mit einem locker sitzenden Hemd oder einem ärmellosen Oberteil. Damit setzte sie Trends, die dem besonderen Lebensgefühl der 1920er Jahre Rechnung trugen. Ihre Beach-Pyjamas, bestehend aus einem lockeren Shirt und flatterigen Hosen, sollten Eleganz und Komfort vereinen. Sie zeichneten sich durch fließende Silhouetten aus, waren aus leichten Stoffen wie Seide, Satin und Chiffon gefertigt, fielen elegant über den Körper und sorgten für einen schicken, lässigen Look.
Mit ihrer geschlechtsverwirrenden Anspielung für die Öffentlichkeit wurden sie in konservativen Kreisen als lasziv wahrgenommen, doch Chanels Einfluss war so groß, dass Strandpyjamas im Jetset jener Zeit angesagt waren. Chanel wurde in diesem Outfit der Eintritt in das örtliche Casino verboten.
Auch im feinen Badeort Lido bei Venedig, wo die jüngere, modische Szene dem Zeitgeist entsprechend Frivolität und Hedonismus auslebte, galt es als chic, dass Männer wie Frauen tagsüber in der Öffentlichkeit Pyjamas trugen. Dies führte dazu, dass der Lido als „Pyjama-Strand“ bezeichnet wurde. Syrie Maugham, Ehefrau des Schriftstellers William Somerset Maugham, galt hier mit ihren erstaunlichen Pyjamas, die sie zu High Heels kombinierte, als eine der Protagonistinnen dieser neuen Strandmode.
Schauspielerinnen ließen sich für Homestories bisweilen in einem Pyjama fotografisch darstellen und machten ihre Hauskleidung auf diese Weise öffentlich. „Die Bühne“ schrieb 1929: „Der Pyjama […] hat sich heute eingebürgert. Er ist bei allen Frauen beliebt – ob sie jung oder alt sind, schlank oder dick, ob sie die aparte Note unterstreichen oder sich für den häuslich-bürgerlichen Typ entschieden haben. Sie lieben ihn alle, weil er wandlungsfähig ist wie kaum ein anderes Kleidungsstück, weil er sich heute praktisch, morgen phantastisch gibt, sich heute dem Overall nähert und als solcher eine ideale Kleidung für die häusliche Morgenarbeit ist, ein andermal schön und reich, wie das Gewand einer Odaliske in der blauen Stunde einen teuren Gast berücken kann. Weil es einmal sportlich, einmal schwelgerisch aussieht – kurzum, allen Launen folgt, denen die Frau unterworfen ist.“
Die „Illustrierte Kronen-Zeitung“ bezeichnete 1932 den Pyjama als das „praktischeste Kleidungsstück, das man im Sommer in Gebrauch nehmen kann: Man kann es für das Haus und den Garten, […] sogar manchmal für die Gasse tragen. Es erfüllt immer seinen Zweck und sieht ungemein fesch aus.“

### Der Pyjama im Film
Ein Lustspiel mit dem Titel „Das verräterische Pyjama“ wurde 1914 in den Kinos gezeigt. Darin verdächtigte ein Herr seine Gattin des Fremdgehens, nachdem er in ihrem Ankleidezimmer einen Pyjama vorgefunden hatte. Da dieses Kleidungsstück, bestehend aus geknöpftem Oberteil und Hose im modischen Empfinden traditioneller Kreise dieser Zeit als Element männlicher Nachtbekleidungsmode galt, kam besagter Gatte von allein nicht auf die Idee, es könnte sich dabei um den neu-angeschafften Pyjama seiner Gattin handeln. Diese Dramaturgie veranschaulicht gut, wie sehr Hosen damals noch als eindeutig „männliches“ Kleidungsstück galten.
Als Bette Davis 1942 in dem Film „Old Acquaintance“ das Pyjama-Oberteil ihres Mannes als Nachthemd trug, sorgte das für Aufsehen. Nach der Premiere des Films war Herren-Nachtwäsche für Frauen ein vorübergehender Trend.
Der Schauspieler Clark Gable gab dem Pyjama-Tragen 1934 in dem Kinofilm „Es geschah in einer Nacht“ Ausdruck und die vier Pyjamas, die James Stewart 1954 in dem Thriller „Das Fenster zum Hof“ zeigte, trugen zum Kultstatus des Films bei.

### Gewohnheiten seit den 1970er Jahren
In einigen Gegenden, zum Beispiel in Shanghai, wurde es ab den 1970er Jahren üblich, Pyjamas in der Nachbarschaft und auch zum Einkaufen anzulassen. In einer Umfrage im Jahre 2006 gestand ein Viertel der Befragten, in der Öffentlichkeit gelegentlich einen Schlafanzug zu tragen. Zur Weltausstellung 2010 unternahm die chinesische Regierung große Anstrengungen, diesen „unzivilisierten“ Brauch zu unterbinden. Chinesische Modemacher überlegten zeitweise, ob man den Schlafanzug zum Trendsetter aufwerten sollte, zumal dessen Schnitt eine Ähnlichkeit zu den langen Hemden und weiten Hosen, die im alten China getragen wurden, aufweist. Der Pyjama ließe sich als Symbol für Bequemlichkeit, Freiheit und Entspannung deuten. Entsprechend stelle sich die Frage, wie sich Schlafanzüge zu straßentauglichen Kleidungsstücken aufwerten ließen. Die Chinesen übernahmen im 20. Jahrhundert den Pyjama aus dem Westen, sozusagen als Zeichen von Wohlstand und „Coolness“, verstanden aber den kulturellen Kontext nicht ausreichend. In England verbot die Warenhauskette Tesco Kunden in Pyjamas den Zutritt.
Die Grundschuldirektorin Kate Chisholm, Leiterin der Skerne Park Academy im Nordosten Englands, machte 2016 in einem Elternbrief ihrem Ärger darüber Luft, dass immer mehr mit Schlafanzug und Pantoffeln bekleidete Eltern ihre fünf bis elf Jahre alten Kinder an der Schule absetzten.
Das Sozialamt in Damastown in Süd-Dublin (Irland) kämpfte 2012 gegen das Tragen von Nachtwäsche in der Öffentlichkeit an: Ein Schild im Fenster erinnerte die Besucher daran, „dass Pyjamas nicht als angemessene Kleidung angesehen werden, wenn Sie hier soziale Dienste in Anspruch nehmen wollen“. Der Widerspruch kam prompt, so dass das irische Sozialministerium beschwichtigte, dass man „keinen Dresscode für Sozialhilfeempfänger“ verordnen würde. Aber wenn es Beschwerden gegen die Pyjamas gebe, könne ein Behördenleiter durchaus ein Veto aussprechen.
Die The Times beklagte im selben Jahr in einem Kommentar den „modischen Niedergang“ und erklärte, warum sich der Trend zum Tragen eines Pyjamas in der Öffentlichkeit durchgesetzt habe, unter anderem damit, dass die „Kleiderordnung heute so lax sei, dass Londoner Banker an Freitagen ohne Krawattenzwang in Outfits erschienen, in denen ihre Väter nicht mal die Jauchegrube repariert hätten.“
Auch der Playboy-Herausgeber Hugh Hefner soll den „Out-of-bed“-Look in der Öffentlichkeit praktiziert haben – offenbar als Akt der Rebellion gegenüber einer etablierten Kleidernorm und der Prüderie.
Da Pyjamas als bequem gelten, werden sie zu Hause tagsüber gern auch als Hausanzug getragen. Ob zu einem Pyjama Unterwäsche – insbesondere Unterhosen – getragen werden, ist vorwiegend eine Frage der Gewohnheit. Ärzte raten jedoch generell dazu, insbesondere nachts keine zu enge Unterwäsche zu tragen. In nördlichen Ländern und bei großer Kälte werden gelegentlich Socken zu Pyjamas getragen. Umfragen zur Verbreitung von Pyjamas als Nachtwäsche liefern recht unterschiedliche Zahlen (siehe Artikel Schlafkultur).

Ein Schüler im Pyjama folgt dem Fernunterricht. Hier während des Little-Rock-Vorfalls von 1957 in den USA

Während des Lockdowns im Zuge der Corona-Pandemie wurde in einer Studie nach den Auswirkungen des Tragens von Schlafanzügen während der Arbeitszeit im Home-Office auf die Produktivität und die psychische Gesundheit gefragt. Ergebnis: Das Tragen von Schlafanzügen war mit einem häufigen Maß an schlechterer psychischer Gesundheit verbunden. 59 Prozent der Teilnehmer, die tagsüber an mindestens einem Tag in der Woche einen Pyjama trugen, gaben an, dass sich ihre psychische Gesundheit verschlechtert habe, während sie von zu Hause aus arbeiteten. Dem standen 26 Prozent der Teilnehmer gegenüber, die während der Arbeit im Pyjama keine Einschränkung verspürten. Ob das Tragen von Schlafanzügen die eigentliche Ursache oder bloß die Folge der Verschlechterung der psychischen Gesundheit war, konnte nicht nachgewiesen werden. Wohl jedoch ist der Einfluss der Kleidung auf Kognition und psychische Gesundheit bei Krankenhauspatienten erforscht. Hierbei zeigte sich, dass die Ermutigung von Patienten, trotz einer Krankheit normale Tageskleidung statt Nachtkleidung zu tragen, den Schweregrad von Depressionen reduzieren kann. Daraus sei zu folgern, dass der einfache Ratschlag, sich morgens vor Arbeitsbeginn anzuziehen, teilweise vor den Auswirkungen der COVID-19-Einschränkungen auf die psychische Gesundheit schützen könne.

### Aktueller Lifestyle
Mittlerweile kann man bei Londoner Luxusmarken wie Stella McCartney oder Clemens Ribeiro explizit Nachtwäsche „für draußen“ erwerben. Die Modezeitschrift Vogue erklärte den Pyjama zur Ganztageskleidung für die Damen, hält aber fest, dass außerhalb der eigenen vier Wände Stöckelschuhe statt Hausschlappen dazugehören.
Nach dem Willen verschiedener Modedesigner sollen sich auch modebewusste Männer im Pyjama auf der Straße zeigen. Kostümdesigner Salvador Perez hält den Schlafanzug für öffentlich tragbar, wenn der Pyjama aus fester Seide oder Satin besteht. Das Modelabel Dolce & Gabbana präsentierte Pyjama und Cowboymotive und versuchte eine „neue Kindlichkeit“ im Mann zu erwecken. Bei Louis Vuitton wurde der seidene Schlafanzug mit einem ebenso glänzenden Halstuch kombiniert.
Der norwegische Fußball-Profi Erling Haaland sowie sein Teamkamerad Jack Grealish bei Manchester City gelten als Protagonisten öffentlich getragener Pyjama-Mode. Gleiches galt zu seinen Lebzeiten für den Künstler Friedensreich Hundertwasser (Pyjama als zweite Haut) und aktuell für den Filmemacher Julian Schnabel.
Die britische Kinderlesestiftung BookTrust ruft einmal im Jahr zu Pyjamarama auf. Das ist ein Tag in der Vorschule oder im Kindergarten, an dem die Kinder im Schlafanzug kommen sollen. Ziel ist es, Geld für den Kauf von Büchern und Materialien zu sammeln, damit jedes Kind in Großbritannien die Chance auf Gutenachtgeschichten bekommt und jede Familie ausreichend Lesemöglichkeiten erhält. Außerdem ermutigt die Aktion die Kinder, die an Pyjamarama teilnehmen, selber mehr Spaß am Lesen zu finden.
Die schwedische Einrichtungskette Ikea versprach im Rahmen eines Aktionstags am 31. August 2024 allen Besuchern, die im Schlafanzug in eines ihrer deutschen Einrichtungshäuser kamen, einen Einkaufsgutschein und ein kostenloses Croissant-Frühstück.
Ein Weltrekord wurde am 28. August 2024 aufgestellt, als anlässlich des Jahres des Schlafes im schwedischen Älmhult 2 000 Menschen in Pyjamas vor dem dortigen IKEA Museum zusammenkamen. Dies war nach Firmenangaben das größte Treffen von Menschen in zweiteiligen Pyjamas an einem Ort. Auch in der Schweiz beging das Unternehmen sogenannte PJ-Days und lud „Kund*innen ein, im Pyjama einzukaufen“. Dieses Werbe-Event wurde am Samstag, den 7. September 2024 durchgeführt. Vom 12. bis 29. September 2024 beteiligte sich das Unternehmen zudem an den Zurich Design Weeks in der Photobastei des Zürcher Industriequartiers mit der Ausstellung It’s time for a good night’s sleep.

## Kulturgeschichte
Zu den Kuriosa gehört, dass sich die deutsche Delegation in der Nacht vor der Unterzeichnung des Vertrages von Rapallo nach Eintreffen der letzten sowjetrussischen Vorschläge zu einer legendär gewordenen „Pyjamakonferenz“ traf, um sich vor Vertragsunterzeichnung noch einmal abzustimmen.
In amerikanischen Day Care Centers und Grundschulen wird als Themen-Tag gelegentlich ein Pajama Day veranstaltet, an dem die Schüler im Schlafanzug zum Unterricht erscheinen dürfen.
Zuweilen werden auch Pyjamapartys veranstaltet. Dabei wird beim Gastgeber übernachtet, darum der Name des Schlafanzuges.

## Pyjama-Paralysis
In der Pflegeforschung wird der Einfluss von Nachtwäsche auf die Mobilität und Aktivität von akutstationären Patienten als „Pyjama-Paralysis“ (Pyjama-Lähmung) bezeichnet. Da außerhalb eines Krankenhauses das Tragen von Nachtwäsche tagsüber nicht der Norm entspricht, sollte es dies nach Ansicht von Pflegeforschenden auch nicht in Krankenhäusern und Pflege-Einrichtungen der Fall sein. Anderenfalls bestehe die Gefahr, Patienten könnten durch das Tragen eines Schlafanzugs in ein Verhaltensmuster gedrängt werden, welches dauerhaft von mangelnder Vitalität und Passivität geprägt ist, Verzögerungen beim Heilungsprozess hervorruft oder klinische Befunde überhaupt erst einstehen lässt. Dieses Phänomen ist nicht nur in engem Sinne auf Schlafbekleidung wie Nachthemden oder Schlafanzüge zu beziehen, sondern zeigt sich insbesondere bei Menschen mit Demenz genauso durch ständiges Tragen von Bekleidung wie Jogginghosen, die der Schlafbekleidung ähnlich ist.